# Schnellboot
 (août 2010).
Si vous disposez d'ouvrages ou d'articles de référence ou si vous connaissez des sites web de qualité traitant du thème abordé ici, merci de compléter l'article en donnant les références utiles à sa vérifiabilité et en les liant à la section « Notes et références ».
Le Schnellboot ou S-Boot (« bateau rapide ») désigne les vedettes lance-torpilles de la marine allemande depuis 1932.
En particulier, elle s'applique à ce type de bateau qui servit pendant la Seconde Guerre mondiale. Le Schnellboot s'appelait alors un E-boat (E-bateau) par les Alliés,, il est communément admis que le « E » signifie « ennemi », mais il est possible qu'il se tenait pour Eilboot (« bateau express »),.
Le S-boot est beaucoup plus grand que le PT boat américain et le Motor Torpedo Boat britannique. Le S-Boot est mieux adapté à la mer ouverte et d'une portée beaucoup plus longue (environ 700 milles nautiques - 1 296 km).

## Histoire

### Développement
À la suite du traité de Versailles, la production militaire de l'Allemagne a été considérablement réduite. En revanche, les petits patrouilleurs n'ont été soumis à aucune restriction. La lignée des S-Boote peut être retracée à partir d'un yacht privé, appelé Oheka II, qui avait été construit en 1927 pour un riche financier et mécène des arts, Otto Hermann Kahn, par la société allemande de construction navale Lürssen.
Cette conception a été choisie pour des théâtres d'opérations où des bateaux devaient se trouver, la mer du Nord, la Manche et les Atterrages occidentaux (zone rectangulaire de l'océan Atlantique située sur la côte ouest de Grande-Bretagne). L'exigence d'une bonne performance dans les mers agitées dicta l'utilisation d'une coque à déplacement à fond rond plutôt que de la coque à fond plat qui était plus habituelle pour les petits bateaux à grande vitesse. Lürssen a surmonté de nombreux inconvénients d'une telle coque, et, avec l'Oheka II, a produit un navire qui était rapide, solide et qui avait un bon état de navigabilité. Cela a attiré l'intérêt de la marine allemande, qui en 1929 a ordonné un bateau similaire, mais équipé de deux tubes lance-torpilles. Ce fut le S-1, et a servi de base pour tous les futurs S-Boote.
Après avoir expérimenté le S-1, les Allemands ont apporté plusieurs améliorations à la conception. De petits gouvernails ont été ajoutés de chaque côté de la gouverne de direction principale qui pouvait être orientée à 30 degrés, créant à grande vitesse ce qui est connu comme étant l'effet de Lürssen. Cela crée « une poche d'air légèrement derrière les trois hélices, augmentant leur efficacité, et réduisant la vague de proue et permettant de maintenir le bateau à une attitude presque horizontale ». Cela a été une innovation importante puisque l'attitude horizontale légèrement levée de la poupe, a permis encore plus de rapidité et a réduit la vague de proue rendant les S-Boote plus difficiles à voir, en particulier la nuit.

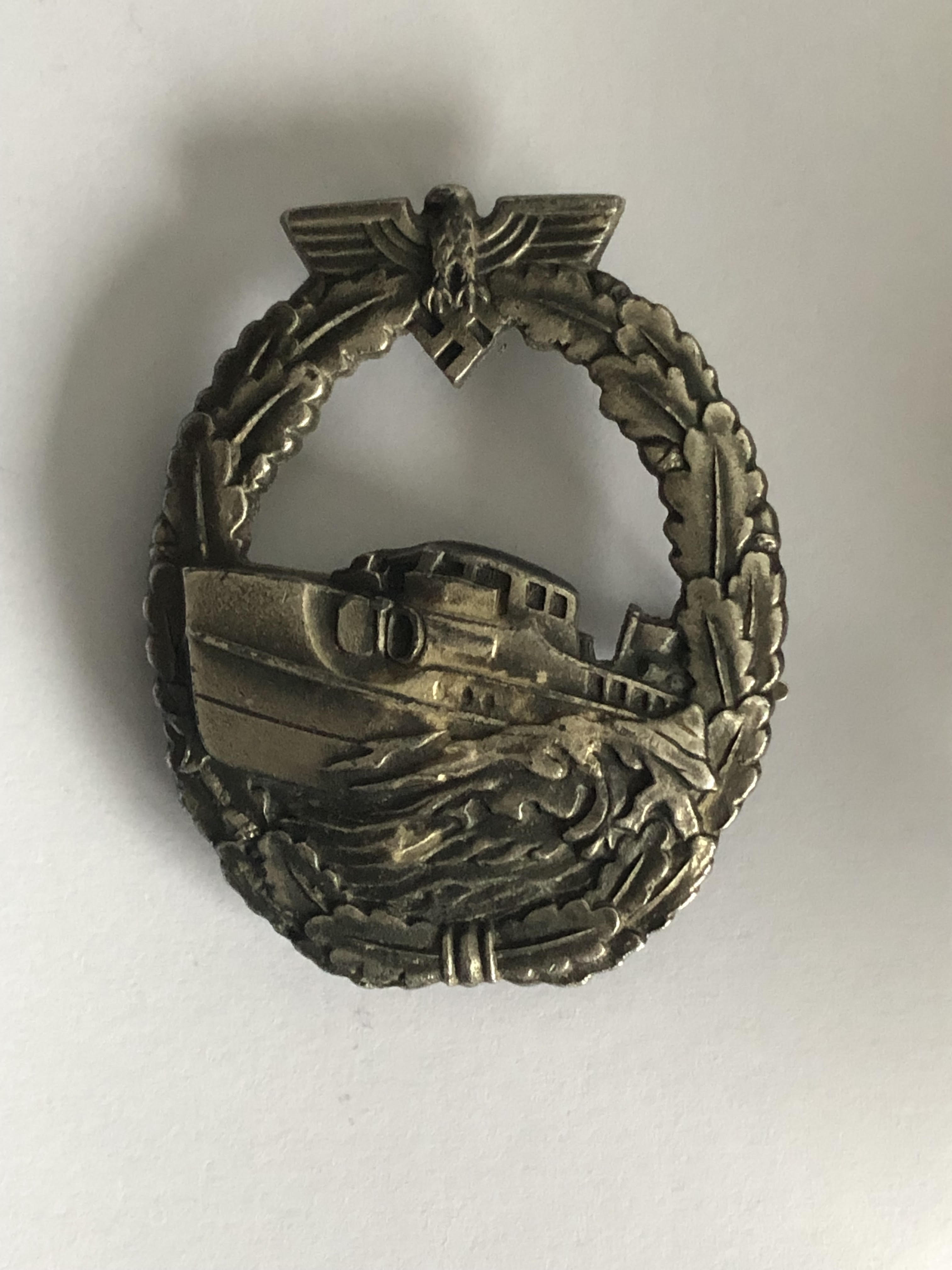
VEDETTES LANCE-TORPILLES, ALLEMAGNE BATAILLE DE SCHNELLBOOT

### Opérations avec laKriegsmarine

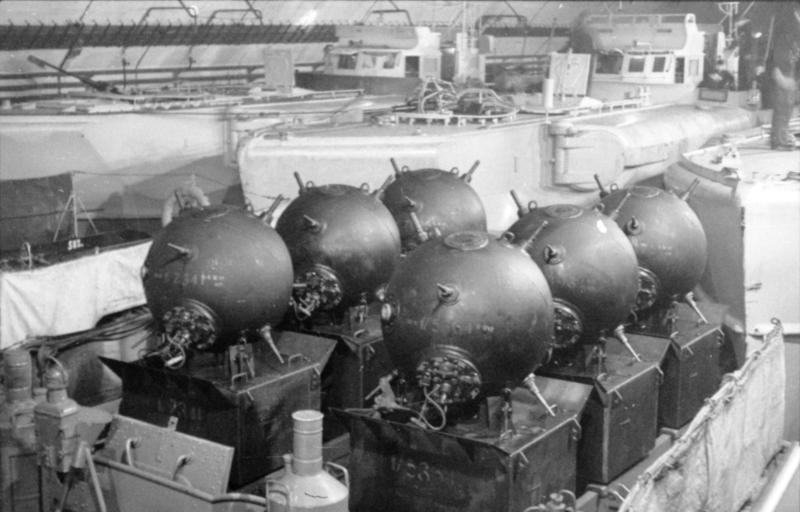
Transport de mines sur un Schnellboot

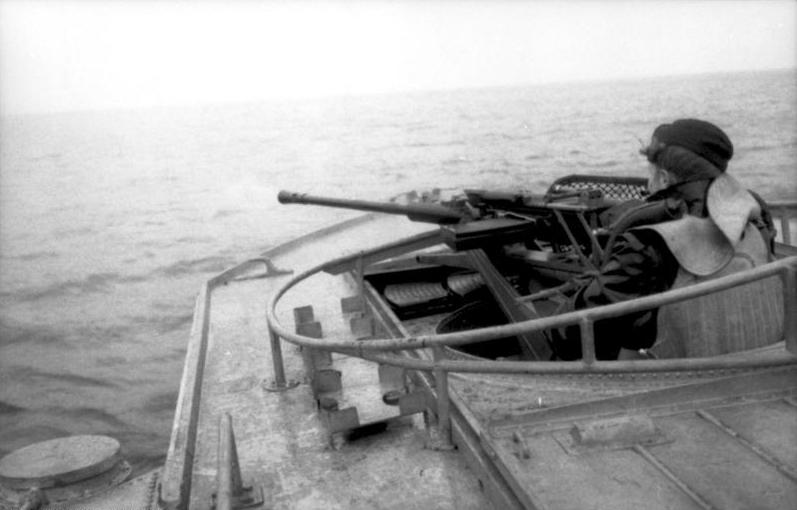
Canon de 20 mm de poupe sur un Schnellboot

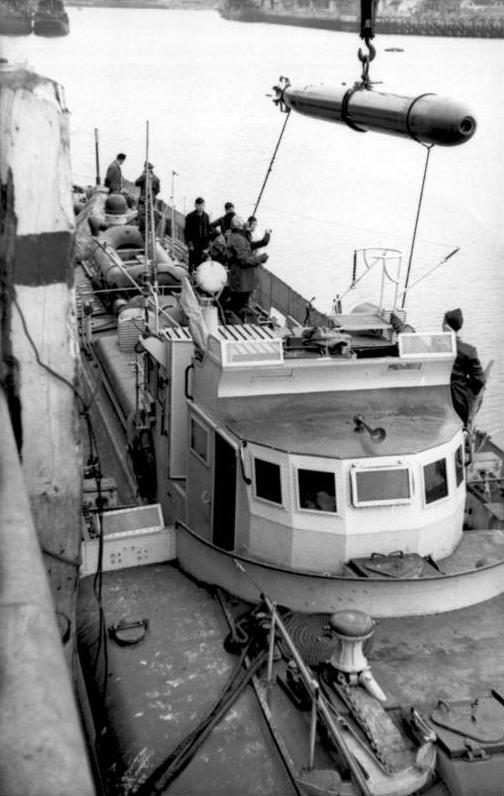
Chargement de torpilles sur un Schnellboot

Au cours de la Seconde Guerre mondiale les S-Boote ont coulé 101 navires marchands totalisant 214 728 tonnes. En outre, ils ont coulé 12 destroyers, 11 dragueurs de mines, 8 navires de débarquement, 6 vedettes de combat, 1 torpilleur, 1 mouilleur de mines, 1 sous-marin et un certain nombre de petits navires marchands. Ils ont également endommagé 2 croiseurs, 5 destroyers, 3 navires de débarquement, 1 navire de réparation, 1 remorqueur et de nombreux navires marchands. Les mines marines posées par les S-Boote ont été responsables de la perte de 37 navires marchands totalisant 148 535 tonnes, un destroyer, deux dragueurs de mines et de quatre navires de débarquement.
En reconnaissance pour leur service, les membres d'équipage de Schnellboot se sont vu attribuer la Croix de fer à 23 reprises et la Croix allemande en or en 112 occasions.

#### Théâtres d'opérations
Au fil du conflit les Schnellboote opérèrent dans l'océan Arctique (quatre vedettes), au large de la Norvège, en mer du Nord, dans la Manche, dans la mer Baltique et en Méditerranée ainsi que sur la mer Noire après un transport par route et la descente du Danube.

#### Opération Tigre
L'opération Tigre devait être une dernière répétition avant le débarquement en Normandie (l'Opération Neptune), elle dura du 22 au 30 avril 1944.
La nuit précédente, il était prévu d'effectuer un exercice de débarquement de matériel lourd avec neuf bateaux de débarquement (Landing Ship Tank  ou LST). Le lent convoi de ces navires faisait une ligne ininterrompue de 8 km de long.
Le 21 avril 1944, neuf Schnellboote quittent le port de Cherbourg (Cherbourg-en-Cotentin depuis 2016), afin d'intercepter deux convois signalés au large de la presqu'île de Portland. À cause du brouillard, elles manquent les convois mais tombent par hasard, dans la baie de Lyme, sur huit gros LST américains en cours de répétition de débarquement dans le cadre de l'opération Tigre, escortés seulement par la corvette HMS Azalea, leurs radios non calées sur la même fréquence.
Le convoi devait théoriquement être protégé également par le HMS Scimitar, un destroyer de la Première Guerre mondiale, mais ayant subi des dégradations après une collision, celui-ci resta au port de Plymouth pour des réparations. Son remplaçant n'était pas encore en place à l'arrivée des S-Boote.
Bien que l'alerte aux S-Boote ait été donnée deux heures plus tôt, la lenteur du convoi de débarquement (destinée à reproduire le temps de trajet du convoi le jour J) permet aux vedettes rapides de torpiller les LST 507 et 531 et d'endommager gravement le LST 289. Quoique repérées par les Britanniques, les vedettes ne furent pas signalées aux Américains. Par manque de coopération entre l'U.S. Army et l'U.S. Navy, beaucoup de GI's périrent noyés dans la Manche, bloqués dans les LST coulés, ou encore d'hypothermie. En un quart d'heure à peine, l'attaque tua 749 personnes, dont 198 marins et 551 soldats, et blessa une centaine d'autres.

## Variantes
La conception du Schnellboot a évolué au fil du temps. Le premier avait une paire de tubes lance-torpilles sur le pont avant.
Mais au vu de l’expérience des combats et de la montée en puissance des alliés les Schnellboote vont évoluer pour augmenter leur puissance de feu (notamment anti-aérienne) ainsi que leur protection :
- carénage des tubes lance-torpilles (à partir de la S26)

- canon de proue de 20 mm dans une baignoire en creux qui protège mieux le tireur à partir de la S62 à la place de la mitrailleuse sur affût (cet aménagement sera aussi installé sur des modèles plus anciens).

- canon de 20 mm à la poupe (à partir de la S62), puis de 40 mm de type Bofors à partir de la série S100 (ou canon de Flak L38 de 37 mm)

- poste de pilotage profilé et blindé « Kalottenbrucke » (à partir de la S150)

- affut quadruple Flak Vierling L38/43 de 20 mm à la poupe à partir de la S171, ainsi que 2 canons de 20 mm au milieu.

D’autres configurations existeront avec des affûts doubles ou quadruples de mitrailleuses MG 34 au milieu du bâtiment ainsi qu’avec un affût double de Flak L38.
Les moteurs aussi seront remplacés par des modèles plus puissants :
- MB502 de 1 320 ch à partir de la S30

- MB 501 de 2 000 ch

- MB 511 qui passeront la puissance à 2 500 ch, vitesse max : 42 nœuds

Des radars passifs (un puis deux) seront installés à partir de l’hiver 1943 pour prévenir d’une détection en cours par l’aviation de patrouille alliée (portée 10 miles, modèle FuMO 62 Hohentwiel et FUMB 10 Borkum).

### Classe S-2
Les premières productions des S-Boote en 1931 qui étaient fondées à partir du S-1.

### Classe S-7
Construit en 1933 et trois d'entre eux ont été vendus à la Chine.

### Classe S-14
Amélioration du S-7 en 1934. La coque est élargie.

### Types développés en temps de guerre

#### Classe S-26
Entré en service en 1940. Coque de 40 m de long. Tubes lance-torpilles couverts par le pont avant.

#### Classe S-38-B
Amélioration de la classe S-38 avec pont blindé. Divers armement dont le canon Bofors de 40 mm ou le canon anti-aérien de 20 mm (Flak) L38 à l'arrière, et la mitrailleuse MG-34 au milieu du navire

#### Classe S-62
À partir de 1943. canon anti-aérien L38 de 20 mm à l'avant.

#### Classe S-100
2 × canon anti-aérien de 20 mm au milieu du navire et canon de 37 mm (ou 40 mm Bofors) à l'arrière.

#### Classe S-151
Poste de pilotage surbaissé et blindé (Kalottenbrucke)
type 700
Proposition de conception tardive avec des tubes lance-torpilles arrière et tourelle de 30 mm avant. Huit bateaux construits, mais qui s'est terminée aux spécifications de conception du S-100

## Utilisateurs
Guerre d'Espagne
 Marine espagnole
Seconde guerre mondiale
 Kriegsmarine
 Royaume de Yougoslavie
 Royaume d'Italie
 Marine de la République de Chine
Après-guerre
 Marine royale danoise
 Marine royale norvégienne
 Marine chinoise
 Royal Navy
 Deutsche Marine
 Marine espagnole